# John Harris
John Harris (Shropshire?, ca. 1666 - Kent, 7 de setembro de 1719) foi um religioso, filósofo e escritor inglês, conhecido por ter publicado uma das primeiras enciclopédias escritas no idioma inglês.
Depois de estudar em Oxford, recebeu as ordens religiosas em 1689. Em 1696 entrou para a Royal Society, da qual se tornou secretário em 1709. 
Publicou em 1704 o Lexicum Technicum (Léxico Técnico), sua mais importante obra, reunindo contribuições de renomados especialistas (entre eles, Isaac Newton) em diversas áreas da ciência. Outros de seus trabalhos foram: Remarks on Some Late Papers Relating to the Universal Deluge and to the Natural History of the Earth (1697), Description and Uses of the Celestial and Terrestrial Globes and of Collins' Pocket Quadrant (1703) e Astronomical Dialogues Between a Gentleman and a Lady (1719), dedicado a Lady Cairnes.